# Galé

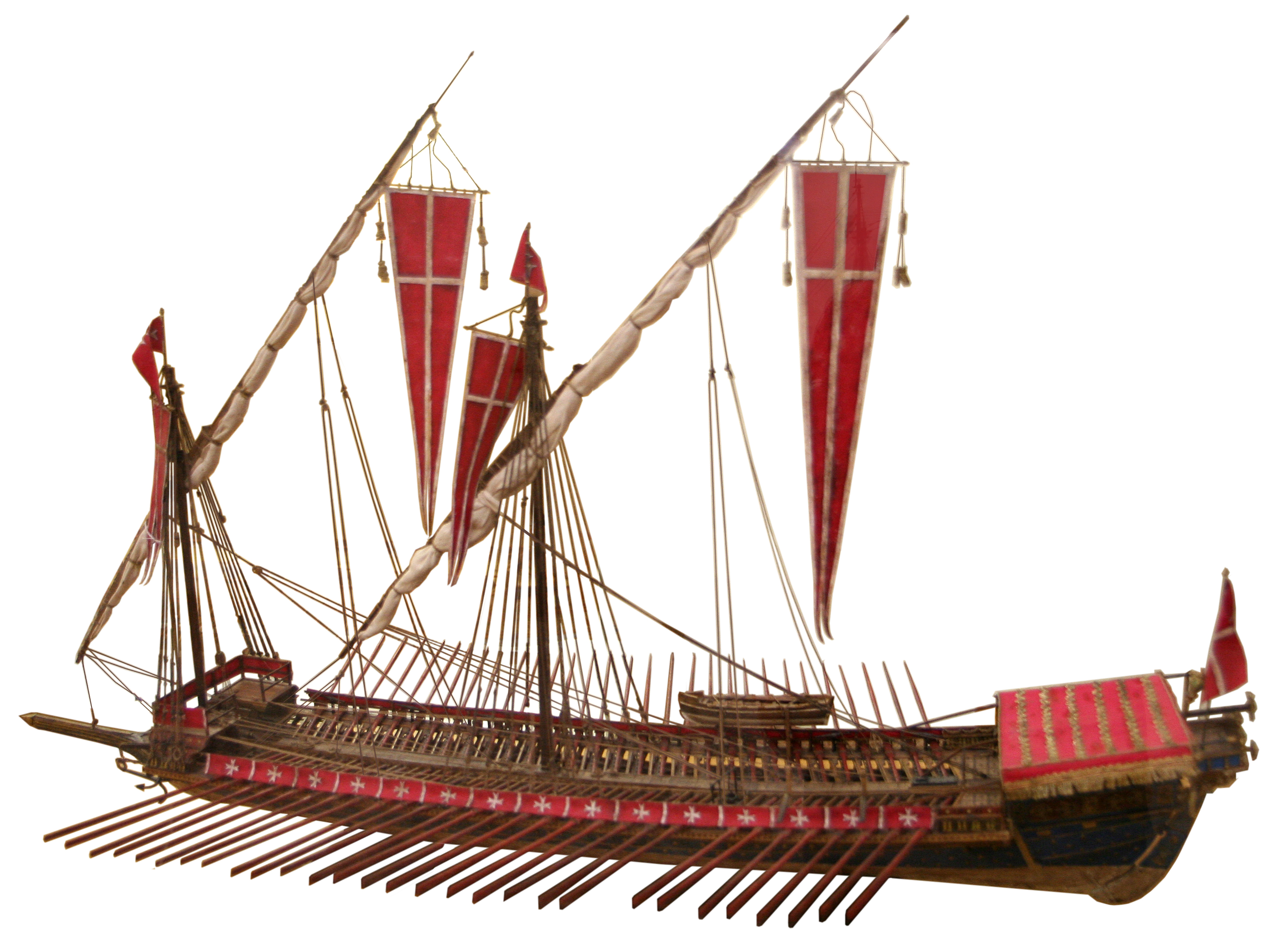
Uma representação de uma galé

Em geral, galé ou galera - do grego (γαλέα) - podem designar qualquer tipo de navio movido a remos. Algumas variações possuem mastros e velas para auxiliar a propulsão; eram navios muito usados no Mediterrâneo.

## Visão Geral
Uma galera é um tipo de navio que é impulsionado principalmente por remos. A galera é caracterizada por seu casco longo e esbelto, calado raso e borda livre baixa (espaço entre o mar e a amurada). Praticamente todos os tipos de galeras tinham velas que podiam ser usadas em ventos favoráveis, mas o esforço humano sempre foi o principal método de propulsão. Isso permitiu que as galeras navegassem independentemente de ventos e correntes. A galera originou-se entre as civilizações marítimas ao redor do Mar Mediterrâneo no final do segundo milênio a.C. e permaneceu em uso de várias formas até o início do século XIX na guerra, comércio e pirataria.
As galés eram os navios de guerra usados pelas primeiras potências navais do Mediterrâneo, incluindo os gregos, ilírios, fenícios e romanos. Eles permaneceram os tipos dominantes de navios usados para guerra e pirataria no Mar Mediterrâneo até as últimas décadas do século XVI. Como navios de guerra, as galeras carregavam vários tipos de armas ao longo de sua longa existência, incluindo aríetes, catapultas e canhões, mas também contou com suas grandes tripulações para dominar os navios inimigos em ações de embarque. Eles foram os primeiros navios a usar efetivamente canhões pesados como armas anti-navio. Como plataformas de armas altamente eficientes, eles forçaram mudanças no design das fortalezas medievais à beira-mar, bem como o refinamento dos navios de guerra à vela.
As galeras eram os navios de guerra mais comuns no Oceano Atlântico durante a Idade Média, e mais tarde viram uso limitado no Caribe, nas Filipinas e no Oceano Índico no início do período moderno, principalmente como embarcações de patrulha para combater piratas. A partir de meados do século XVI, as galeras estavam em uso intermitente no mar Báltico, com suas curtas distâncias e extensos arquipélagos. O auge do uso da galera na guerra veio no final do século XVI com batalhas como a de Lepanto em 1571, uma das maiores batalhas navais já travadas. Houve um pequeno renascimento da guerra de galeras no século XVIII nas guerras entre a Rússia, Suécia e Dinamarca.

## Galera

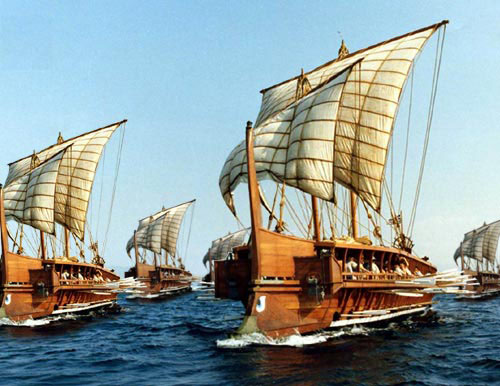
Representação artística de uma frota de galés de guerra da Grécia Antiga.

Algumas fontes definem com mais precisão o que é uma galera: um tipo de veleiro de três ou mais mastros e vela redonda, em todos eles, movida a remos ou a vela. Longa e de baixo bordo, este navio servia tanto a marinha de guerra, como a mercante.

## Galeriano

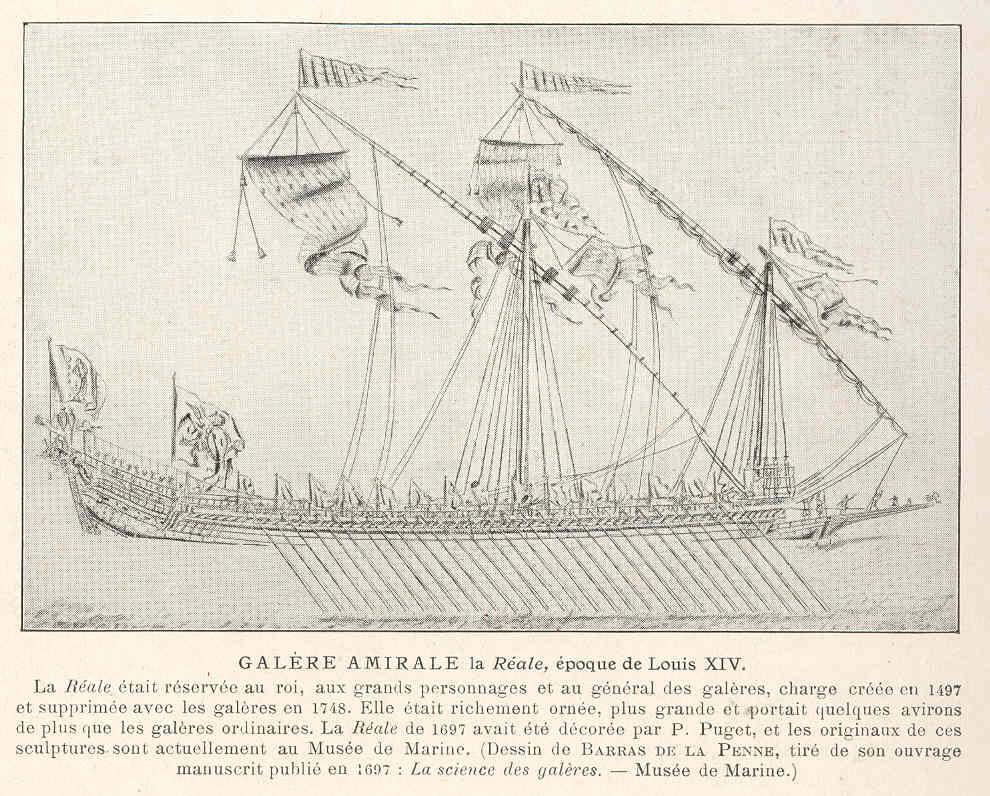
Galé com mastros e velas

Galeriano é o nome dado aos remadores das galés ou galeras como condenado ou como cativo.
Contrariamente à crença generalizada, não eram usados escravos como remadores nas galés, nem pelos Bizantinos nem pelos Árabes, nem sequer pelos seus predecessores Romanos e Gregos. Ao longo da existência do Império, as tripulações bizantinas eram maioritariamente constituídas por homens nascidos livres de classes baixas, que eram soldados profissionais, obrigados por lei a prestar serviço militar (strateia) em troca de pagamento ou terras.
Os pagamentos eram duas a três libras (0,91 a 1,4 kg) de ouro. No entanto, eram também empregues estrangeiros prisioneiros de guerra, os cativos.

## Na literatura
A obra de Victor Hugo, Os Miseráveis, conta a história do forçado Jean Valjean, condenado à trabalhar nas galés. Nela, o autor relata detalhes do serviço forçado nas galés francesas do século XIX, revelando um trabalho causticante em condições sub-humanas.